# Baltiskt nattljus
Baltiskt nattljus (Oenothera casimiri) är en dunörtsväxtart som beskrevs av Rostanski. Baltiskt nattljus ingår i släktet nattljussläktet, och familjen dunörtsväxter. Inga underarter finns listade i Catalogue of Life.